# William Leonard Rowe
William Leonard Rowe (pr. /roʊ/, 26 de julio de 1931 - 22 de agosto de 2015) fue un profesor emérito de filosofía estadounidense en la Universidad de Purdue especializado en filosofía de la religión. Su trabajo ha desempeñado un papel de liderazgo en el «notable resurgimiento de la filosofía analítica de la religión desde la década de 1970». Es famosa su formulación del problema evidencial del mal.

## Carrera
Obtuvo la Maestría en Divinidad por el Seminario Teológico de Chicago, luego realizó un doctorado en filosofía en la Universidad de Míchigan. Completó su doctorado en 1962, enseñó brevemente en la Universidad de Illinois y más tarde se unió a la Universidad de Purdue.
Rowe ha descrito su conversión de cristiano fundamentalista a ateo, como un proceso gradual que se deriva de «la falta de experiencia y pruebas suficientes para sostener mi vida religiosa y mis convicciones religiosas». Ha dicho que su examen sobre los orígenes de la Biblia le hizo dudar de su naturaleza divina, y que entonces empezó a buscar y orar por signos de la existencia de Dios. «Pero al final, no tenía más sentido de la presencia de Dios de la que tenía antes de mi experiencia de la conversión (evangélica). Así, fue la ausencia de experiencias religiosas apropiadas lo que ... me dejó libre para explorar seriamente los motivos de la incredulidad», ha dicho Rowe.

## Ateísmo
William Rowe distinguió tres actitudes que los ateos tienen hacia los teístas, las cuales llamó: "ateo hostil" (unfriendly atheist), "ateo indiferente" (indifferent atheist) y "ateo amistoso" (friendly atheist). El primero sostiene que no hay justificación racional para creer que Dios existe; el segundo es indiferente si está o no racionalmente justificado en creer en Dios; y el último sostiene cree que hay justificaciones racionales para creer que Dios existe, pese a que éste no crea en él. Rowe argumentó que el ateísmo debería ser amistoso.  Una de las consecuencias de la amistad filosófica de Rowe es su adhesión al principio de caridad.
Michael Martin afirmó que "no existe una conexión conceptual entre el ateísmo y la amabilidad" y "uno puede ser un ateo amistoso o hostil o un teísta amistoso o hostil". Pese a estar de acuerdo con Rowe al decir que "es un punto de vista plausible y los ateos harían bien en considerarlo seriamente", Michael Martin rechazó el argumento de Rowe a favor del ateísmo amistoso como falso, y señaló que históricamente "los ateos han sido perseguidos y discriminados e incluso hoy los ateos a menudo viven en una atmósfera hostil".
Rowe ha publicado en defensa de los argumentos teístas, y es incluso considerado un defensor del argumento cosmológico.

## Trabajos

### Artículos
- “The Problem of Evil and Some Varieties of Atheism.” American Philosophical Quarterly 16 (1979): 335–41. Reprinted in The Evidential Argument from Evil.  Daniel Howard-Snyder, ed. Bloomington, IN: Indiana University Press, 1996.
- "The Evidential Argument from Evil: A Second Look." The Evidential Argument from Evil.  Daniel Howard-Snyder, ed. Bloomington, IN: Indiana University Press, 1996.

### Libros
- The Cosmological Argument. Princeton University Press, 1975. ISBN 0-8232-1885-6.
- Philosophy of Religion: An Introduction. Wadsworth Publishing, 1978. ISBN 0-495-00725-0.
- Thomas Reid on Freedom and Morality. Cornell University Press, 1991. ISBN 0-8014-2557-3.
- Can God Be Free? Oxford University Press, 2004. ISBN 0-19-920412-8.